# Pandémie de Covid-19 à Madagascar
La pandémie de Covid-19 à Madagascar démarre officiellement le 20 mars 2020. À la date du 7 octobre 2022, le bilan est de 1 410 morts.

## Historique
Les trois premiers cas sont confirmés le 20 mars 2020 à Antananarivo.
Comme dans beaucoup d'autres pays, l'industrie du tourisme souffre fortement de la crise. La mine d’Ambatovy suspend ses activités. La Banque centrale de Madagascar injecte des centaines de milliards d'ariary dans le système bancaire pour atténuer les dommages économiques causés par la Covid-19.
En juillet 2020, l'épidémie s'étend : "il y a deux facteurs qui ont contribué à la propagation de cette maladie [dans le pays]".  "Premièrement, on a eu le CVO [Covid Organics], les gens ont pris le CVO, puis ils n'ont pas respecté les gestes barrières. Et deuxièmement, le CVO est une protection de deux à trois semaines",
En novembre 2020, Madagascar semble préservé de la deuxième vague : la pandémie de la Covid-19 a touché 17 341 personnes, fait 251 victimes et obtenu 16 657 guérisons sur une population de 27 millions environ.
L’Institut Pasteur de Madagascar a mené une étude avec le ministère de la Santé. En décembre 2020, l'étude révèle que 40% de la population aurait été infectée par le virus, et "l’immunité collective semble avoir été atteinte".
Une seconde vague de la pandémie due au variant sud-africain, crée un afflux de malades du Covid-19, aussi des écoles et des hôtels de Madagascar sont transformés en hôpitaux pour les accueillir. 
Le 28 avril, le président malgache réceptionne « 2000 concentrateurs d’oxygène qui viennent s’ajouter aux 2400 importés l’an dernier ».
Au 31 décembre 2021, le nombre total de cas et de 52 434, celui de guérisons est de 45 985 et celui de décès est de 1 067.

## Statistiques

Nombre de cas à Madagascar depuis le début de l'épidémie.

Nombre de morts à Madagascar depuis le début de l'épidémie.

## Mesures et initiatives

### Mesures sociales
En mars  2020, des mesures de confinement strictes sont mises en place dans au moins deux villes. Le 17 mars, le gouvernement annonce que tous les vols internationaux et régionaux sont suspendus pendant 30 jours à partir du 20 mars.
Le président Andry Rajoelina annonce, le 19 avril 2021, le confinement total pour la Région Analamanga pour le week-end et « la fermeture des églises et des mosquées. Toutes les confessions religieuses auront droit à diffuser un programme sur les médias publics ».
Les frontières restent fermées « quasiment sans interruption depuis le 19 mars 2020 ». Dans la crainte du variant Delta présent dans plusieurs îles voisines (La Réunion et les Seychelles), le conseil des ministres décide, le 6 juillet 2021, de différer leur réouverture pour une durée indéterminée, ce qui affecte lourdement le tourisme.

### Mesures thérapeutiques

#### Utilisation de l'artemisia annua
Le 8 avril 2020, le président Andry Rajoelina annonce la fabrication d'un remède traditionnel amélioré composé de plantes médicinales malgaches. Ce remède est élaboré à partir d'armoise annuelle (Artemisia annua) et de plantes endémiques. La décoction, composée de près de deux tiers (62 %) d'artemisia et de deux autres plantes, n'est pas brevetée.
Le 20 avril 2020, Andry Rajoelina lance officiellement le remède traditionnel « Covid-Organics » nommé en malgache « Tambavy-CVO », ce qui signifie « tisane bio ». Le Monde note cependant que le breuvage est « présenté, sans preuve scientifique, comme une solution face à l’épidémie de Covid-19 ». Le journal rapporte également que « l'IMRA (voir Fondation Albert et Suzanne Rakoto Ratsimamanga) se montre pourtant prudent sur les vertus curatives du CVO ».
En mai 2020 l'OMS et Madagascar signent un « accord de confidentialité » pour faire des essais et Andry Rajoelina annonce le lancement officiel de ces tests le 27 mai, des solutions injectables sont envisagées pour les cas graves.
Rajoelina fait la promotion de son produit devant neuf chefs d’État africains réunis par visioconférence, vante les vertus « préventives et curatives » de son remède, « plus efficace et moins invasif que la chloroquine », érigé en symbole d’« une Afrique fière et déterminée ». 
Le Président Rajoelina encourage les agriculteurs à cultiver l'Artemisia et d'augmenter la capacité de production à 3 000 tonnes par an, la valeur en tonnes de l'Artemisia étant de 3 000 dollars contre 350 dollars pour le riz, l'Artemisia serait donc une bonne source de revenus pour le pays.
Après les tisanes, Madagascar lance officiellement le CVO+ en gélules, faites d'un mélange d'artemisia et de ravintsara, destinées à soigner la Covid-19. La  fabrication industrielle de ces gélules se fera dans une nouvelle usine pharmaceutique nommée « Pharmalagasy » que le président malgache Andry Rajoelina inaugure le vendredi 2 octobre 2020 à Antananarivo 
.
Le CVO en gélules a été testé sur 339 patients atteints de la maladie et aucun n’a développé de forme grave. Dans l'essai clinique sur 15 jours, les malades ont pris trois gélules par jour et ont été suivis pendant 28 jours. Le CVO s’est avéré efficace à 87,1% : « 70,45% des malades candidats ont été guéris dès le 14ème jour ». la phase III des essais est approuvée le 5 juillet 2021 par l'OMS.
Mais en avril 2021, le CVO+ est en rupture de stock, « la seconde vague a pris de court les pharmacies et l'usine productrice du médicament ».
Le 5 juillet 2021, l'Organisation Mondiale de la Santé décide « d'étudier les données scientifiques fournies par les épidémiologistes et les hôpitaux malgaches concernant le Covid-Organics » et particulièrement le CVO-curatif.
Le 16 février 2022, une délégation de l’OMS, « comprenant des membres du Comité consultatif régional d’experts sur la médecine traditionnelle pour la riposte à la COVID-19 (REACT) », venue à Madagascar afin d'envisager le développement de tous les travaux liés à la conformité du CVO+ au niveau international, fait le point sur les essais cliniques du CVO + curatif et recommande « de passer à l’étape de dépôt d’un dossier complet de demande d’autorisation de mise sur le Marché auprès de l’Agence du Médicament de Madagascar ».

#### Autres préparations phytothérapeutiques
Au printemps 2021, plusieurs autres médicaments traditionnels ou nouveaux à base de plantes sont mis sur le marché malgache, tel le ED1, un remède traditionnel amélioré par le Dr Edmond Rakotomalala qui suscite l'enthousiasme et pousse le Ministère de la Santé à rappeler que ce remède n’a pas obtenu une autorisation de mis sur le marché. le 18 avril 2021, Andry Rajoelina annonce que le "remède traditionnel amélioré ED1", "fera bientôt l’objet de plusieurs tests, in vitro et in vivo, ainsi que d’un test de toxicité", et « en cas de résultats concluants, l’État apportera son appui dans la promotion de ce remède ».

#### Vaccination
Initialement, Madagascar refuse d'adhérer à la Covax Facility, l’initiative mondiale d’accès aux vaccins anti-covid, le 26 novembre 2020 : « Nous attendons de voir d’abord l’efficacité du vaccin dans les pays qui l’utiliseront en premier » .
En mars 2021, malgré "des soignants en sous effectif et du matériel défectueux", Madagascar ne bouge pas sur le vaccin, n’a toujours pas fait de demande auprès de Covax et observe l’évolution des campagnes de vaccination dans le monde. 
Le 31 mars, Andry Rajoelina  consent finalement "à donner un feu vert de principe pour une vaccination anti-Covid". Le ministre de la Santé fait officiellement une demande à la Gavi, pour bénéficier du dispositif Covax.
La campagne de vaccination débute le 10 mai 2021. Le ministre de la santé Jean Louis Rakotovao est le premier à recevoir le vaccin, tout en continuant à défendre le CVO, qu'il affirme continuer à prendre tous les jours.